# Sylviane Félix
Sylviane Félix   (Créteil, 31 d'octubre de 1977) és una atleta francesa, especialista en la prova de 4x100 m, en la qual ha aconseguit ser campiona mundial el 2003.

## Carrera esportiva
Al Mundial de París 2003 va guanyar la medalla d'or en els relleus 4x100 metres, amb un temps de 41,78 segons, per davant dels Estats Units i Rússia, i sent les seves companyes d'equip: Muriel Hurtis, Patricia Girard i Christine Arron.
A més ha aconseguit altres medalles en competicions internacionals com el bronze als Jocs d'Atlanta 1996 en la prova de 100 m barres, o la plata i el bronze aconseguits en els relleus 4x100 metres, en els mundials de Sevilla 1999 i Atenes 1997, respectivament.